# Sirenia
Em zoologia, os sirénios, sirênios, ou sirenídeos (latim científico Sirenia) pertencem a uma ordem de mamíferos marinhos herbívoros, de que fazem parte o dungongo e os manatins, por vezes apelidados de peixe-boi ou vaca-marinha.
Em relação a seus habitats, os sirênios se dividem entre estuários, ambientes rasos de rios, mares e, em geral, ambientes marinhos costeiros, em regiões tanto subtropicais quanto tropicais.
Estes animais passam toda a sua vida na água e, para isso, têm várias adaptações:
- Os membros anteriores estão transformados em nadadeiras;
- Os membros posteriores estão reduzidos a um pelvis vestigial;
- A cauda é alargada e achatada horizontalmente, formando um "remo".

Algumas espécies atingem grande tamanho, pesando mais de uma tonelada. Os lábios são grandes e móveis, cobertos de cerdas rigidas. As narinas estão localizadas na parte superior do focinho e fecham-se com válvulas. Os ouvidos não têm "pinae". Os olhos não têm pálpebras, mas podem fechar-se por um mecanismo que funciona como um esfíncter. Os ossos são mais densos que o da maioria dos mamíferos (um fenómeno chamado paquiosteose), tornando-os mais pesados, o que facilita a sua posição na água.
O crânio dos sirénios tem algumas características únicas:
- as pre-maxilas são grandes e viradas para a região ventral;
- os ossos nasais estão reduzidos ou ausentes e a abertura nasal chega até perto das órbitas;
- o osso dentário é excepcionalmente largo;
- o osso timpânico é semicircular;
- o osso petrosal é maciço e tem uma articulação fraca com o basicrânio;
- os dentes também são incomuns e variáveis de acordo com a família.

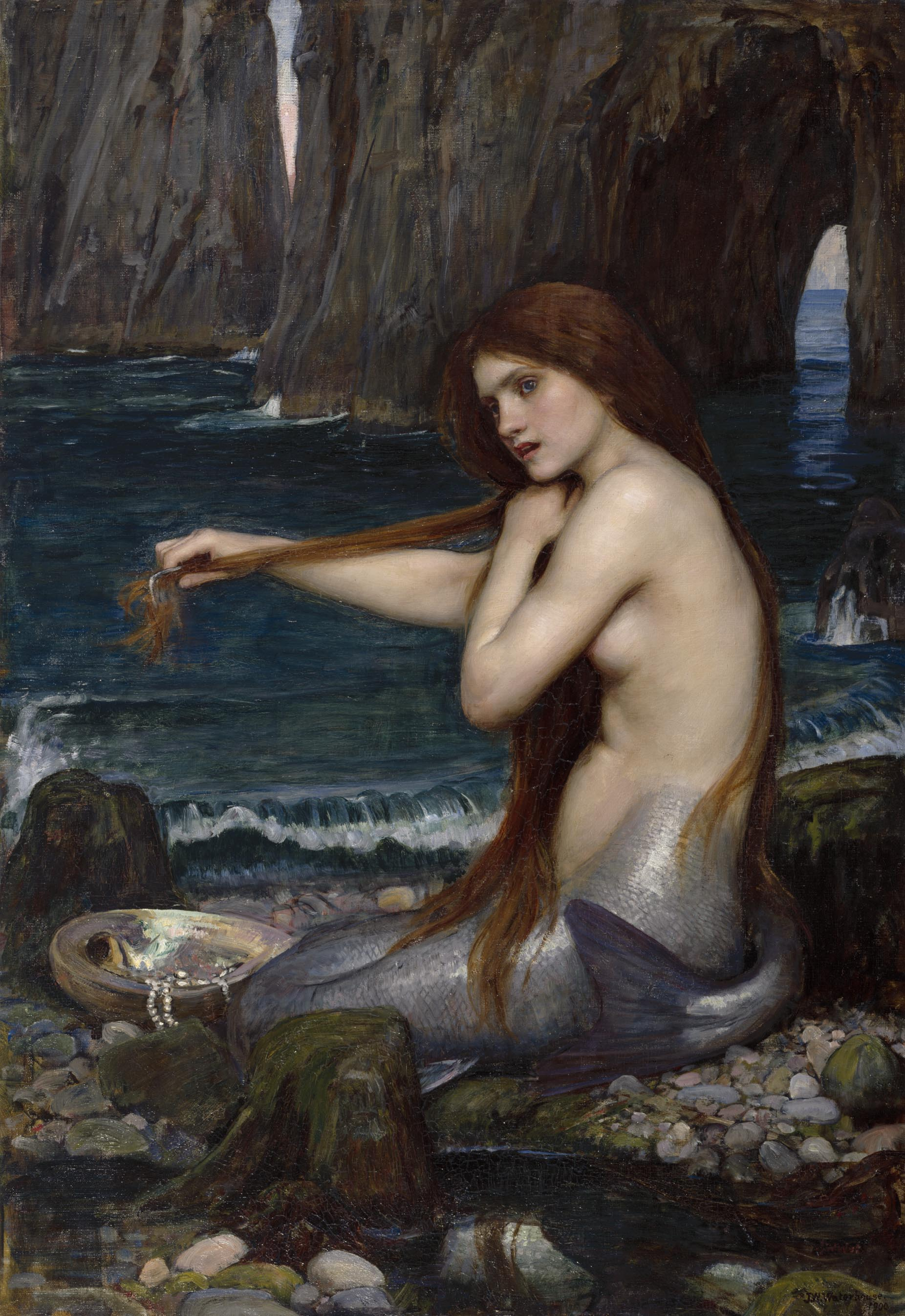
A Mermaid, 1900, John William Waterhouse

Quando os europeus, na época das Grandes Navegações, vindos das regiões do Novo Mundo, trouxeram relatos das lendárias sereias, informaram que estas estariam próximas aos navios "pastando". Não eram obviamente sereias, mas sim peixes-boi próximos as embarcações, e que foram confundidos com sereias: pela parte dos sirênios, é comum que algas cresçam em suas costas, aspecto que, a meia luz, assemelham-se a cabelos compridos, constituindo a teoria de uma possível comparação feita pelos navegadores dentre os peixe-boi aos humanos. Em conclusão, os mesmos apareceram descritos como tais nos livros de zoologia dos séculos XVI e XVII. O nome sirênios é relativo a sereias. Ao lado, um retrato de John William Waterhouse de uma sereia, de 1900, inspirado pelos relatos dos navegadores sobre as lendas de uma mulher metade-homem, metade-peixe.
Os sirénios são membros de um grupo denominado subungulados e parecem ter um antepassado em comum com os elefantes, sendo ambas ordens parte da irradiação dos Afrotheria. Conhecem-se fósseis deste grupo desde o Eoceno (há 20-30 milhões de anos), como o do gênero Prorastomus, mas nessa altura já as famílias actuais estavam estabelecidas; pensa-se, por isso, que a sua origem tenha sido anterior a essa época.
São herbívoros e sociais, podendo formar grandes grupos.

## Classificação
Ordem SIRENIA Illiger, 1811

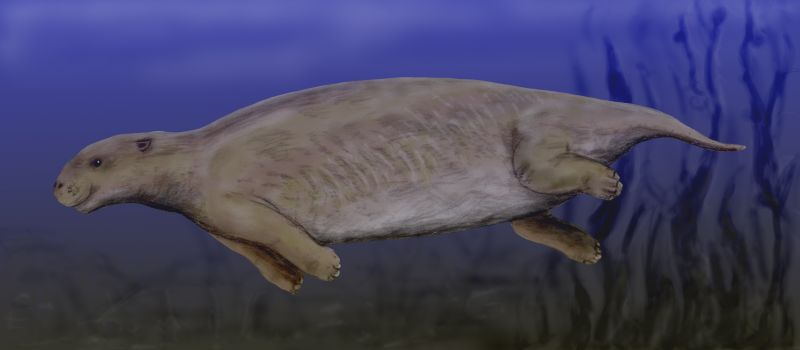
Prorastomus, um ancestral dos sirenios atuais

- Família †Prorastomidae Cope, 2000g
  - Gênero †Pezosiren Domning, 2001
    - †Pezosiren portelli Domning, 2001 - Jamaica

  - Gênero †Prorastomus Owen, 1855
    - †Prorastomus sirenoides Owen, 1855 - Jamaica
- Família †Protosirenidae Sickenberg, 1934
  - Gênero †Protosiren Abel, 1907
    - †Protosiren eothene Zalmout et al., 2003 - Eoceno Médio, Paquistão
    - †Protosiren fraasi Abel, 1907 - Eoceno Médio, Índia e Egito
    - †Protosiren sattaensis Gingerich et al., 1995 - Eoceno Médio, Paquistão
    - †Protosiren smithae Domning & Gingerich, 1994 - Eoceno Médio, Egito
    - †?Protosiren minima (Desmarest, 1822) - Eoceno Médio, França
- Família Dugongidae Gray, 1821
  - Subfamília Halitheriinae Gill, 1872
    - Gênero †Sirenavus (Kretzoi, 1941)
      - Sirenavus hungaricus (Kretzoi, 1941)

    - Gênero †Eotheroides Palmer, 1899
      - †Eotheroides majus Zdansky, 1938
      - †Eotheroides aegyptiacum (Owen, 1875)
      - †Eotheroides babiae Bajpai et al., 2006

    - Gênero †Prototherium De Zigno, 1887
      - †Prototherium veronense (De Zigno, 1887) - Eoceno Superior, Itália
      - †Prototherium intermedium Bizzotto, 1983

    - Gênero †Eosiren Andrews e Beadnell, 1902
      - †Eosiren abeli Sickenberg, 1934
      - †Eosiren imenti Domming et al., 1994
      - †Eosiren libyca Andrews, 1902
      - †Eosiren stromeri (Abel, 1913)

    - Gênero †Halitherium Kaup, 1838
      - †Halitherium alleni Simpson, 1932
      - †Halitherium antillense Matthew, 1916
      - †Halitherium christolli Fitzinger, 1842
      - †Halitherium schinzii (Kaup, 1838)
      - †Halitherium taulannense Sagne, 2001
      - †Halitherium uytterhoeveni Abel, 1925

    - Gênero †Caribosiren Reinhart, 1959
      - †Caribosiren turneri Reinhart, 1959 - Oligoceno Superior, Porto Rico

    - Gênero †Metaxytherium de Christol, 1840
      - †Metaxytherium aquitaniae Pilleri, 1987
      - †Metaxytherium arctodites Aranda-Manteca et al., 1994
      - †Metaxytherium crataegense (Simpson, 1932)
      - †Metaxytherium floridanum Hay, 1922
      - †Metaxytherium krahuletzi Deperet, 1895
      - †Metaxytherium lovisati Capellini, 1886
      - †Metaxytherium medium (Desmarest, 1822)
      - †Metaxytherium riveroi Varona, 1972
      - †Metaxytherium serresii (Gervais, 1847)
      - †Metaxytherium subapenninum (Bruno, 1839)

    - Gênero †Thalattosiren Sickenberg, 1928
      - †Thalattosiren petersi (Abel, 1904)

  - Subfamília †Hydrodamalinae Palmer, 1895
    - Gênero †Dusisiren Domming, 1978
      - †Dusisiren dewana Takahashi et al., 1986
      - †Dusisiren jordani (Kellogg, 1925)
      - †Dusisiren reinharti Domming, 1978

    - Gênero †Hydrodamalis Retzius, 1794
      -  ?†Hydrodamalis cuestae Domming, 1978
      - †Hydrodamalis spissa Furusawa, 1988
      - †Hydrodamalis gigas (Zimmermann, 1780) - Dugongo-de-steller

  - Subfamília Dugonginae Simpson, 1932
    - Gênero †Crenatosiren Domming, 1991
      - †Crenatosiren olseni (Reinhart, 1976)

    - Gênero †Bharatisiren Bajpai e Domming, 1997
      - †Bharatisiren kachchense (Bajpai e Domming, 1997)
      - †Bharatisiren indica Bajpai et al., 2006

    - Gênero †Rytiodus Lartert, 1866
      - †Rytiodus capgrandi Lartert, 1866

    - Gênero †Dioplotherium Cope, 1883
      - †Dioplotherium allisoni (Kilmer, 1965)
      - †Dioplotherium manigaulti Cope, 1883

    - Gênero †Corystosiren Domming, 1990
      - †Corystosiren varguezi Domming, 1990

    - Gênero †Xenosiren Domming, 1989
      - †Xenosiren yucateca Domming, 1989

    - Gênero Dugong Lacépède, 1799
      - Dugong dugon (Illiger, 1811) - Dugongo
- Família Trichechidae Gill, 1872
  - Subfamília †Miosireninae Abel, 1919
    - Gênero †Anomotherium Siegfried, 1965
      - †Anomotherium langewieschei Siegfried, 1965

    - Gênero †Miosiren Dollo, 1889
      - †Miosiren canhami (Flower, 1874)
      - †Miosiren kocki Dollo, 1889

  - Subfamília Trichechinae (Gill, 1872)
    - Gênero †Potamosiren Reinhart, 1951
      - †Potamosiren magdalenensis Reinhart, 1951 - Mioceno, Colômbia

    - Gênero †Sirenotherium Paula Couto, 1967
      - †Sirenotherium pirabense (Paula Couto, 1967) - Brasil

    - Gênero †Ribodon Ameghino, 1883
      - †Ribodon limbatus Ameghino, 1883 - Argentina

    - Gênero Trichechus Linnaeus, 1758 - peixe-boi
      - Trichechus inunguis (Natterer, 1883) - peixe-boi-da-Amazônia
      - Trichechus manatus Linnaeus, 1758 - peixe-boi-marinho
      - Trichechus senegalensis Link, 1795 - peixe-boi-africano
      - †Trichechus giganteus (DeKay, 1842)
      - †Trichechus dugung Erxleben, 1777